# وزغ نیشکر
وزغ نیشکر (نام علمی: Rhinella marina) گونه‌ای وزغ بزرگ خشکی‌زی بومی آمریکای مرکزی و جنوبی است که توسط انسان به جزایر متعددی در اقیانوس آرام و دریای کارائیب و شمال استرالیا وارد شده و به دلیل تأثیرات مخربی که بر محیط زیست این مناطق گذاشته در فهرست بدترین صد گونه مهاجم دنیا قرار دارد.
این دوزیست به وزغ دریایی و وزغ غول‌پیکر نوگرمسیری هم معروف است، اما برخلاف نامش ارتباطی با محیط دریایی ندارد و یک گونه کاملاً خشکی‌زی است که فقط برای تخمگذاری به محیط‌های آبی می‌آید. این دوزیست اندازه بزرگی با میانگین طول ۱۰ تا ۱۵ سانتیمتر دارد و بزرگترین نمونهٔ آن ۳۸ سانتیمتر طول و ۲ کیلو و ۶۵۰ گرم وزن داشته‌است.
وزغ نیشکر رشد جمعیت سریعی دارد و موفقیتش در افزایش جمعیت ناشی از شیوه تغذیه‌ای فرصت‌طلبانه‌اش است. وزغ نیشکر رژیم غذایی غیرمعمولی در مقایسه با خویشاوندان خود دارد و هم از غذاهای زنده و هم از غذاهای مرده تغذیه می‌کند. آن‌ها انواع جوندگان، خزندگان، پرندگان و دوزیستان کوچک و بسیاری از بی‌مهرگان را می‌خورند و از گیاهان و زباله‌های خانگی هم تغذیه می‌کنند.
انسان‌ها وزغ نیشکر را با خود به نقاط مختلف دنیا برده‌اند تا با اشتهای سیری‌ناپذیری که دارد، آفت‌های کشاورزی را از بین ببرد اما در بسیاری از موارد جمعیت این حیوان به شدت افزایش یافته و تاثیرات ویرانگری بر محیط زیست منطقه گذاشته است. خطر اصلی که از ناحیه این حیوان ایجاد می‌شود پوست و غده‌های سمی آن است که موجب مرگ بسیاری از جانورانی می‌شود که از آنها و به‌خصوص از بچه‌وزغ‌ها تغذیه می‌کنند.

## سموم
این حیوان ترکیباتی به نام بوفوتوکسین را به عنوان یک راهکار دفاعی در غدد خود تولید می‌کند که برای بسیاری از جانوران سمی است و حتی مواردی از مرگ انسان هم بر اثر خوردن این وزغ گزارش شده‌است.
یکی از ترکیبات شیمیایی تولید شده توسط این وزغ بوفوتنین نام دارد که به عنوان یکی از «مواد مخدر کلاس ۱» در قوانین استرالیا طبقه‌بندی شده است و اثرات محرک، توهم خفیف و مسمومیت خفیف ایجاد می‌کند. لیس زدن وزغ برای مصرف این ماده مخدر کار بسیار خطرناکی است و ممکن است به صدمات جدی یا مرگ بینجامد چون سموم خطرناک دیگری در حجم بیشتری در بدن این وزغ تولید می‌شود.

## دشمنان طبیعی
با این که این وزغ برای بیشتر جانوران سمی است اما حیواناتی هم هستند که به آن مقاومت دارند و می‌توانند از این وزغ‌ها یا بچه‌هایشان تغذیه کنند. در محیط‌های بومی تعداد این جانوران بیشتر است و شامل حیواناتی چون کایمن پوزه‌پهن (Caiman latirostris)، مار نواری چشم‌گربه‌ای (Leptodeira annulata)، ماهی دم‌پرچمی، انواع مارماهی، و چندین گونه ماهی کیلی و گربه‌ماهی و اکراس می‌شوند.
در محیط‌های غیربومی جانوران معدودی از جمله کورکور صفیرکش، راکالی، موش صحرایی سیاه، دهان‌قورباغه‌ای برنزه، دهان‌قورباغه‌ای پاپوایی، مورچه گوشت‌خوار و بزمجه آبی توانایی خوردن این حیوان را دارند و برخی حیوانات استرالیا هم به تازگی روش‌هایی را برای خوردن این وزغ بدون مسموم شدن ابداع کرده‌اند. کورکور سیاه فهمیده که چطور باید به شکم وزغ حمله و از غده‌های سمی که پشت سر او قرار دارد اجتناب کند و برخی کلاغ‌های استرالیایی هم روش‌های مشابهی را کشف کرده‌اند.

## گونه مهاجم
وزغ نیشکر در سال ۱۹۲۰ برای از بین بردن سوسک‌های مزارع نیشکر به پورتوریکو وارد شد. ورود وزغ‌ها کاهش سریع جمعیت سوسک‌ها را به همراه داشت. موفقیت این پروژه بسیار چشمگیر بود و حتی نشریه علمی نیچر در مقاله‌ای با عنوان «وزغ‌ها نیشکر را نجات دادند» از آن تمجید کرد. پس از آن چندین کشور دیگر نیز به وارد کردن این وزغ‌ها برای از بین بردن آفات کشاورزی اقدام کردند اما در بسیاری از موارد این وزغ‌ها نه تنها در کنترل آفات نقش موثری نداشتند بلکه پیامدهای زیست محیطی مخربی را ایجاد کردند.
بدترین وضعیت در استرالیا اتفاق افتاد. این وزغ در سال ۱۹۳۵ به استرالیا وارد شد تا سوسک‌های نیشکر را از بین ببرد اما وزغ‌ها هرچه را که می‌توانستند می‌خوردند و هیچ ترجیحی هم برای خوردن سوسک‌ها نداشتند شاید به این دلیل که سوسک‌ها بیشتر در قسمت بالای ساقه‌ها زندگی می‌کنند و وزغ‌ها به خوبی از ساقه بالا نمی‌روند. از طرف دیگر این وزغ‌ها ضربه بزرگی به جمعیت بسیاری از حیوانات بومی وارد کردند که با خوردن این وزغ‌ها مسموم می‌شدند. بیشترین تاثیر بر خزندگان شکارچی مثل بزمجه‌ها، مارها و کروکودیل آب شیرین گذاشته شده که جمعیت آنها در تمام مناطقی که وزغ نیشکر حضور دارد به شدت کاهش یافت. بزرگترین تهدید برای کوئول شمالی کیسه‌دار گوشتخواری که در خطر انقراض قرار گرفته است نیز همین وزغ‌ها هستند. از بین رفتن این شکارچیان منجر به افزایش جمعیت بسیاری از حشرات و جوندگان شد که شکارچیان طبیعی آن‌ها از بین می‌رفتند. افزایش بسیار زیاد جمعیت این وزغ‌ها جمعیت برخی حشره‌خواران بومی مثل سقنقرها را هم تهدید کرده و کاهش داد. از طرف دیگر بسیاری از حیوانات اهلی و انسان‌ها هم با سم این وزغ‌ها مسموم می‌شوند و این موجب شده تا وزغ نیشکر یکی از مخربترین گونه‌های مهاجم در استرالیاباشد.